# Шушари (Байкаловський район)
Шуша́ри (рос. Шушары) — присілок у складі Байкаловського району Свердловської області. Входить до складу Байкаловського сільського поселення.
Населення — 60 осіб (2010, 74 у 2002).
Національний склад населення станом на 2002 рік: росіяни — 100 %.